# Olio di lino

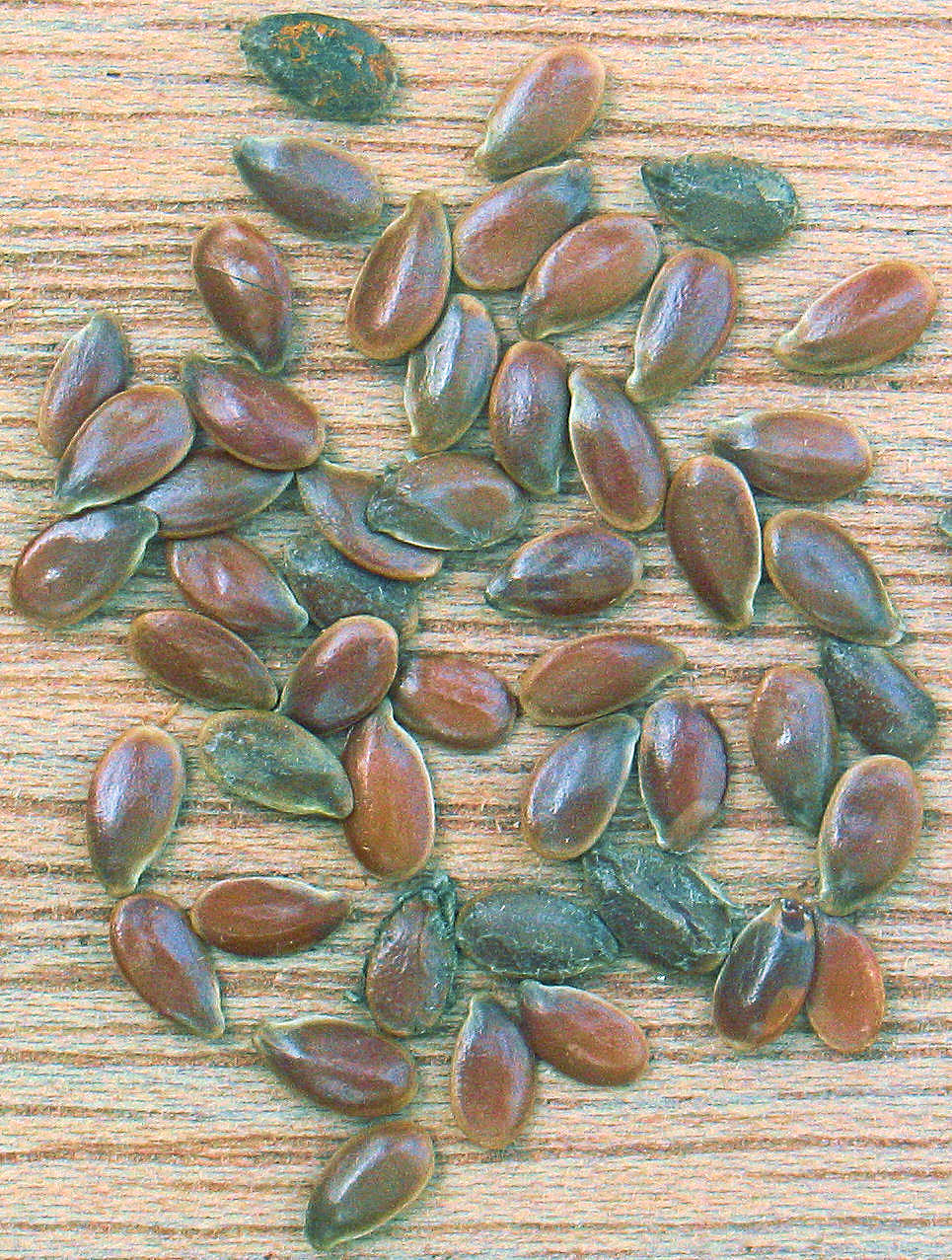
Semi di lino

L'olio di lino è un olio fisso che si ottiene dalla spremitura dei semi di lino precedentemente essiccati o tostati. 
Nella sua composizione tipica ha un alto grado di insaturazione con numero di iodio compreso tra 170 e 203. Questa caratteristica lo rende un ottimo olio siccativo ed un problematico olio alimentare. L'olio di lino non è classificato come olio alimentare nel Codex alimentarius. È un olio fortemente suscettibile all'ossidazione, alla polimerizzazione ed all'irrancidimento, reazioni che possono produrre sostanze non compatibili con l'utilizzo alimentare. Nonostante queste problematiche, essendo l'olio di lino naturale la principale fonte vegetale di acidi grassi omega 3, in particolare dell'acido α-linolenico, l'olio di lino ha assunto uno specifico interesse nutrizionale. Inoltre per renderlo idoneo al mercato alimentare sono state sviluppate e coltivate varietà mutanti in grado di produrre un olio con un grado di insaturazione inferiore ed un minimo tenore di omega 3. Con l'avvento di polimeri plastici è venuto a calare il prevalente utilizzo tecnico, come olio siccativo, e oggi un 30% della produzione dei olio di lino si stima sia destinata all'alimentazione animale e umana.

## Produzione e utilizzo
| Produzione annua media del periodo 1993-2018 | Produzione annua media del periodo 1993-2018 |
| -------------------------------------------- | -------------------------------------------- |
| Paese                                        | Tonnellate                                   |
| Cina                                         | 138861,54                                    |
| Belgio                                       | 107273,68                                    |
| Stati Uniti                                  | 97718,12                                     |
| Lussemburgo                                  | 67961,71                                     |
| India                                        | 59384,62                                     |
| Germania                                     | 58023,08                                     |
| Etiopia                                      | 29642,73                                     |
| Canada                                       | 22411,54                                     |
| Regno Unito                                  | 14584,62                                     |
| Giappone                                     | 12325,58                                     |

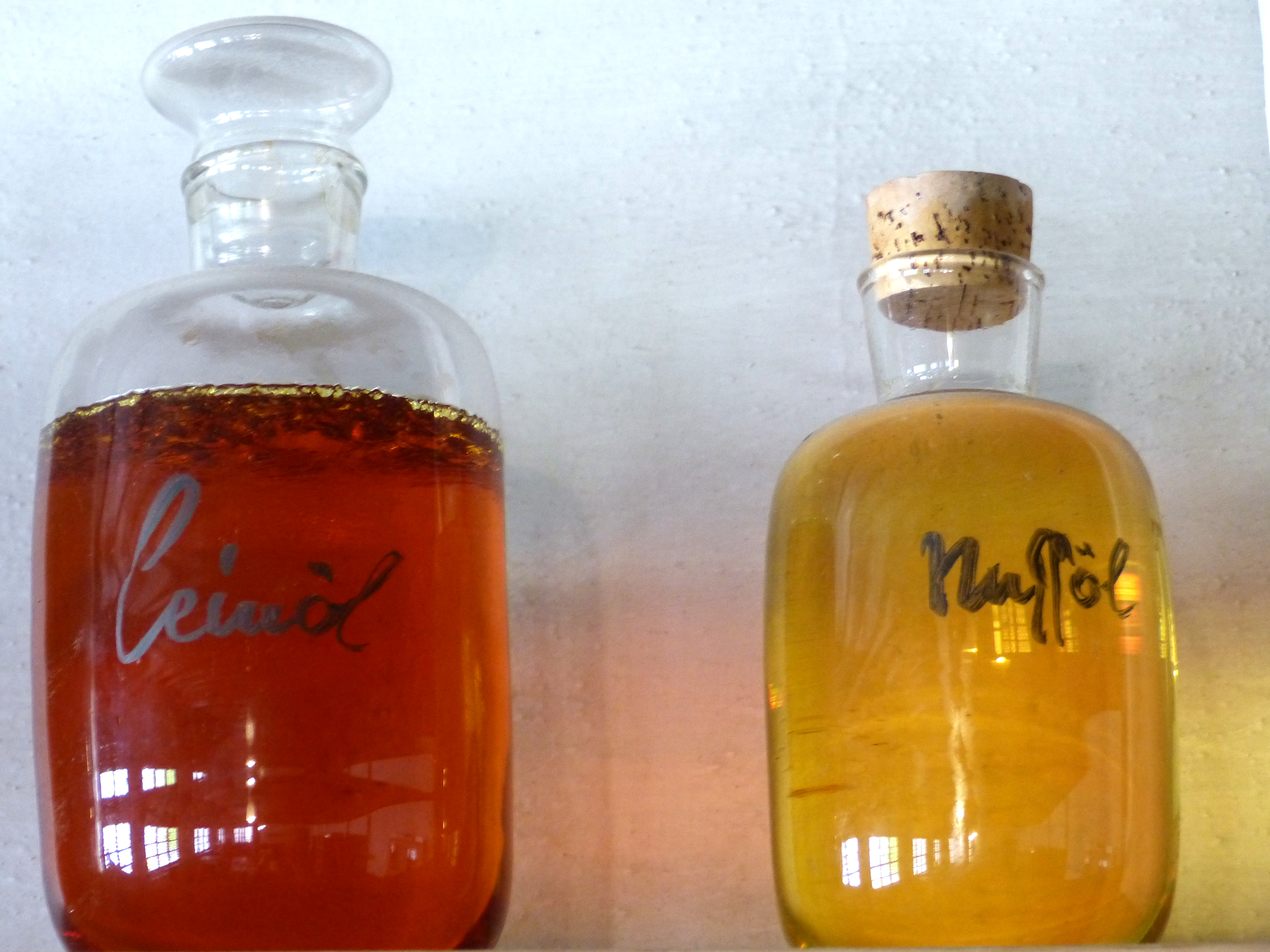
Confronto tra l'olio di lino a sinistra e l'olio di noci a destra utilizzati in passato per la produzione di colori ad olio

Il lino è una coltura annuale in aree temperate e sub-tropicali che si adatta anche a climi freddi. La sua coltivazione era regolata dalla domanda di fibre per l'industria tessile e semi oleoginosi per l'industria delle vernici e del legno. La pianta di lino per la produzione di olio è in genere più ramificata di quella per la produzione di fibre. Il frutto è una capsula con un massimo di dieci semi contenenti olio. Fino a metà del XX° secolo la produzione mondiale di semi di lino era circa 3,4 milioni di tonnellate; quando quella di semi di girasole raggiungeva solo 2,5 milioni di tonnellate. Da allora, tuttavia, la produzione mondiale di semi di lino è rimasta tra i 2 e i 3 milioni di tonnellate, mentre la produzione di altri semi oleosi è aumentata notevolmente. Nel 2000-2001, la produzione mondiale di semi di lino era di circa 2,34 milioni di tonnellate.
Il seme del lino contiene un 40-44% di olio, normalmente estratto con spremitura e solvente. Nelle produzioni destinate al consumo umano si predilige l'estrazione con spremitura a freddo, dove più difficilmente si innescano i processi di irrancidimento. L'olio grezzo estratto ha un intenso color marrone che lo rende non idoneo per l'utilizzo alimentare o per la formulazione di vernici o colori. La successiva raffinazione produce un olio di un tenue colore giallo e quasi inodore.
La raffinazione, a seconda dei successivi utilizzi non alimentari, può escludere alcuni tipici processi (chiarificazione, deodorazione) destinando un prodotto solo parzialmente raffinato alla produzione di olio cotto, standolio, olio soffiato, linoleum ecc.
Per specifici mercati, ad esempio quello dell'alimentazione biologica, sono possibili trattamenti di chiarificazione e purificazione, con lavaggio in acqua, filtraggio in polveri minerali, degasaggio sotto vuoto, in grado di produrre, senza raffinazione alcalina, un olio, tipicamente di un tenue color rosso, con un leggero odore di pesce.
Per l'industria delle vernici e dei trattamenti del legno i processi di chiarificazione possono essere eseguiti anche ad alta temperatura rendendo l'olio più chiaro e trasparente, oltre che più suscettibile alla polimerizzazione.
In passato per la produzione dei colori ad olio si poteva ottenere un relativo schiarimento e innesco della polimerizzazione esponendo l'olio di lino alla luce solare.  Per la difficoltà ad ottenere un olio trasparente in passato, prima dell'introduzione dei processi di raffinazione chimica,  per i colori ad olio si privilegiavano altri oli: olio di noci, olio di cartamo, olio di papavero, ecc..
La rapida polimerizzazione dell'olio di lino cotto è stata sfruttata anche per l'imprimitura e per l'applicazione della foglia d'oro. 

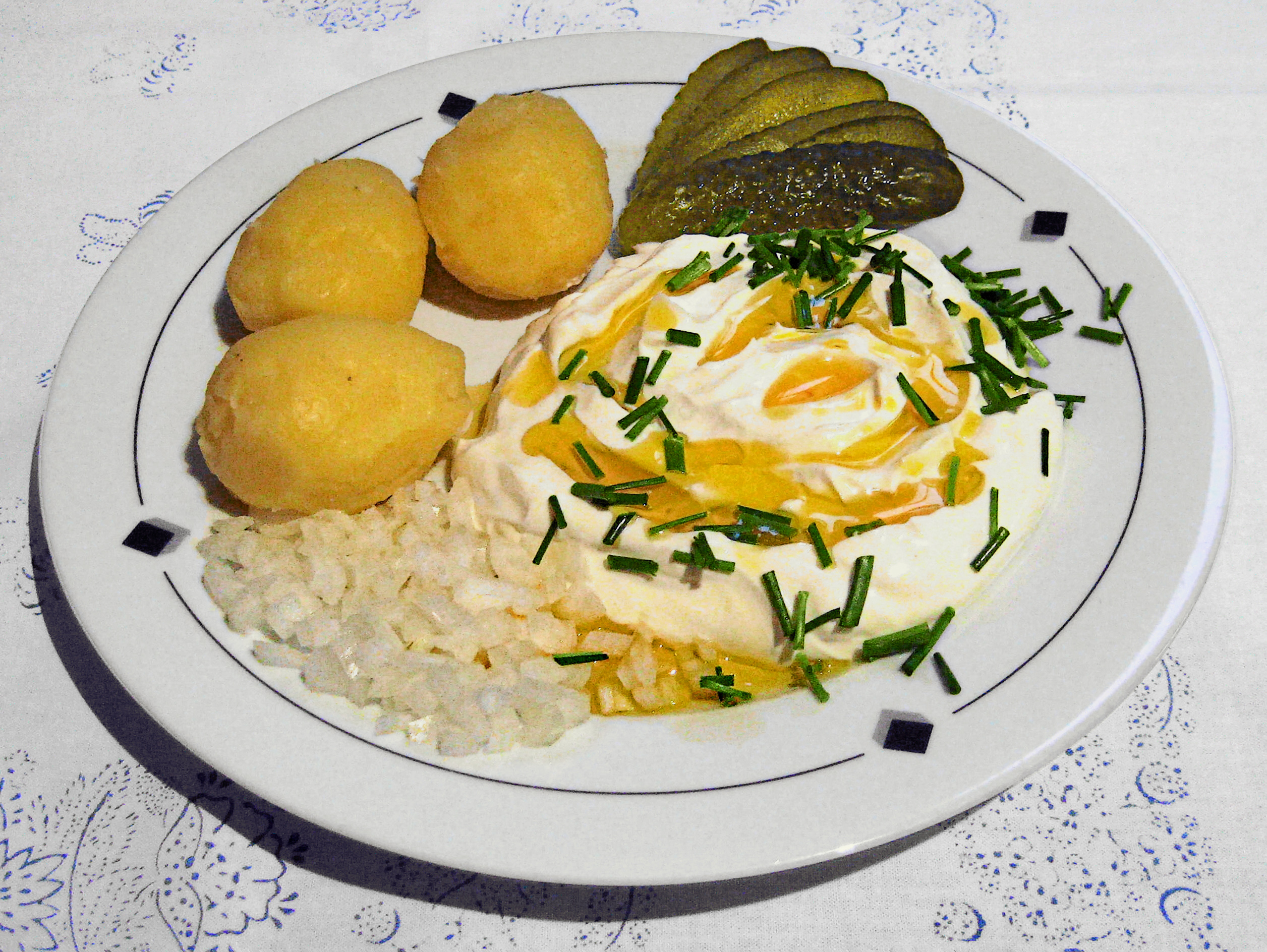
Piatto tipico: quark con olio di lino e patate

Una quota crescente della produzione di olio di lino è destinata all'utilizzo alimentare per l'uomo, con l'olio da varietà Solin, nome commerciale "Linola", a basso tenore di acido α-linolenico, offerto come alternativa dell'olio di girasole che ha una distribuzione di acidi grassi simile. L'utilizzo alimentare dell'olio di lino ad alto tenore di acido α-linolenico è generalmente sconsigliato, ma con oli estratti a freddo e correttamente conservati, cioè per non più di 3 mesi, non esposti ad aria, luce e calore, è considerato sicuro ed è previsto come condimento in alcuni piatti tipici in Austria, Lusazia, Sassonia e Slesia. Un utilizzo tipico è associando l'olio di lino a latticini freschi, come il formaggio quark.

## Composizione
In tutti gli oli vegetali la composizione può variare in funzione della cultivar, delle condizioni ambientali, della raccolta e della lavorazione. Si tratta di uno degli oli vegetali in natura con la più alta concentrazione di acido α-linolenico, 18:3ω3.
L'alta concentrazione di acidi grassi polinsaturi comporta che l'olio di semi di lino sia particolarmente suscettibile all'ossidazione e a irrancidire.
Il tenore di omega 3 risulta maggiore negli oli di lino prodotti da coltivazioni in climi più freddi. Intervenendo su 2 specifici geni si può ridurre drasticamente la concentrazione di omega 3.
Tra le varietà con alte concentrazioni (35-70%) acido α-linolenico e quelle con basse concentrazioni (<2%) sono state sviluppate decine di varietà e cultivar con concentrazioni di omega 3 intermedie ( 5-25% ).
L'olio di lino è composto prevalentemente da trigliceridi con una distribuzione percentuale di acidi grassi che differisce sostanzialmente tra oli tipici e quelli prodotti da varietà di lino modificate per avere un basso tenore di acido linolenico (varietà Solin).
| Distribuzione percentuale degli acidi grassi dell'olio di semi di lino ad alto (HL) e basso (LL) tenore di omega 3 | Distribuzione percentuale degli acidi grassi dell'olio di semi di lino ad alto (HL) e basso (LL) tenore di omega 3 | Distribuzione percentuale degli acidi grassi dell'olio di semi di lino ad alto (HL) e basso (LL) tenore di omega 3 | Distribuzione percentuale degli acidi grassi dell'olio di semi di lino ad alto (HL) e basso (LL) tenore di omega 3 |
| --- | --- | --- | --- |
| acido grasso | Notazione Delta | Concentrazione tipica - HL (%)                                                                                     | Concentrazione olio da varietà Solin - LL (%)                                                                      |
| acido palmitico | 16:0 | 7 | 6 |
| acido stearico | 18:0 | 4 | 4 |
| acido oleico | 18:1Δ9c | 20 | 16 |
| acido linoleico (ω6)                                                                                               | 18:2Δ9c,12c | 17 | 72 |
| acido α-linolenico (ω3)                                                                                            | 18:3Δ9c,12c,15c | 52 | 2 |

## Effetti sulla salute
Come fonte vegetale di acidi grassi omega-3, se ne è ipotizzato l'utilizzo come integratore alimentare o come alimento funzionale.
In particolare, si è ipotizzato che la sua somministrazione alimentare avrebbe comportato un aumento sistemico dei metaboliti a lunga catena EPA e DHA.
L'ipotesi è oggetto di controversia scientifica e varie ricerche l'hanno sostenuta mentre altre l'hanno confutata.
Ricerche di eventuali effetti sulla salute della integrazione alimentare con olio di lino, in particolare verso i rischi cardiovascolari, l'osteoporosi e il diabete mellito di tipo 2 non hanno dato esiti significativi. 
Anche il potenziale contributo a processi antinfiammatori è oggetto di controversia scientifica.

## Olio di lino cotto

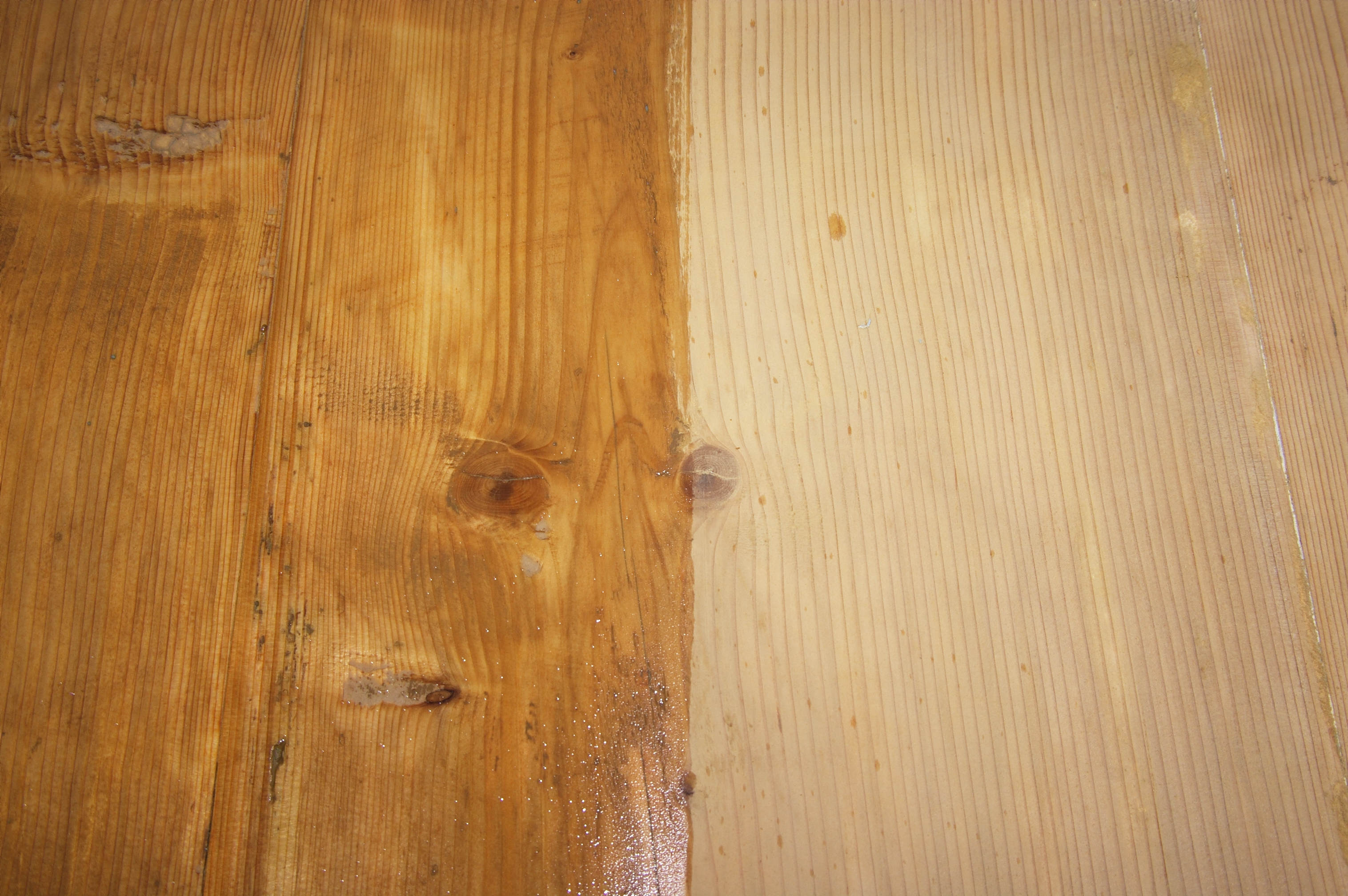
Pannello in legno verniciato nella parte sinistra con una mano di olio di lino cotto.

L'olio di lino cotto è utilizzato come legante per vernici o, da solo, per la finitura di superfici in legno. Col riscaldamento e l'aggiunta di essiccanti metallici, l'olio di lino subisce una polimerizzazione e una ossidazione, diventando più viscoso e con un tempo di essiccazione minore.
L'uso di essiccanti metallici rende questo tipo di olio inadatto per la finitura di oggetti destinati all'uso durante le preparazioni alimentari (come taglieri, piani di lavoro, recipienti, mestoli) e inutilizzabile per la finitura di superfici di oggetti che possono essere portati a contatto della bocca da parte di bambini molto piccoli.
Sono disponibili alcuni prodotti che contengono esclusivamente olio di lino mediante trattamento termico senza aggiunta di essiccanti metallici. L'olio di lino col solo trattamento termico è più viscoso e secca molto lentamente. Questi oli sono di solito commercializzati con la definizione "polimerizzato", "standolio", o "stand-oil".

## Avvertenze speciali
La polimerizzazione dell'olio di lino è un processo esotermico. Stracci di cotone imbevuti d'olio di lino ed esposti ai raggi solari possono provocare autocombustione con i conseguenti pericoli d'incendio.